# Las cárceles elegidas
Las cárceles elegidas (en inglés, Prisons we choose to live inside) es una colección de ensayos de la escritora británica-zimbabuense y Premio Nobel de Literatura Doris Lessing publicada en 1986. El libro se basa en cinco conferencias que Lessing dictó en 1985, como parte de las Massey Lectures que se celebran anualmente en Canadá.

## Lista de ensayos
- Cuando en el futuro se acuerden de nosotros
- Ustedes están condenados, nosotros estamos salvados
- Cambio de canal para ver Dallas
- La mentalidad de grupo
- Los laboratorios del cambio social